# سیارک ۱۶۱۷۵
سیارک ۱۶۱۷۵ (به انگلیسی: 16175 Rypatterson، نامگذاری:2000AL118) شانزده هزار و صد و هفتاد و پنجمین سیارک کشف شده‌است که در ۵ ژانویه ۲۰۰۰ کشف شد.
قدر مطلق سیارک برابر ۱۲.۹ است.